# Dalkurd FF
Dalkurd FF is een Zweedse voetbalclub die zich als eerst vestigde in de stad Borlänge, maar eind 2017 besloot de club te verhuizen naar Uppsala. De club werd in 2004 opgericht door Koerdische immigranten.

## Geschiedenis
De club begon op het zevende niveau en werkte zich op tot de Division 1 (derde niveau) vanaf 2010. In 2015 werd Dalkurd FF kampioen in de Division 1 Norra en promoveerde naar de Superettan. Twee jaar later kon men zelfs de sprong maken naar de Allsvenskan, het hoogste niveau, al duurde het verblijf daar slechts een jaar. 

### Verhuizing naar Uppsala
De verhuizing van Borlänge naar Uppsala verliep niet zonder slag of stoot. Zo wilde IK Sirius zijn stadion niet beschikbaar stellen voor de groen-zwarten. In 2018 speelde men daarom in het Gavlevallen in het noordelijker gelegen Gävle, maar daar vestigde de club zelfs een negatief toeschouwersrecord in de geschiedenis van de Superettan. Vanaf het seizoen 2020 zal Dalkurd in het nieuwe stadion van Uppsala gaan spelen, waardoor het stadion als nog gedeeld wordt met IK Sirius. 
In 2020 degradeerde Dalkurd FF naar de Ettan nadat Landskrona BoIS over twee wedstrijden de promotie-/degradatiewedstrijden won (uit 2–0, thuis 1–1). Na één seizoen keerde het alweer terug in de Superettan, want het won in twee finalewedstrijden van GAIS (2–1 thuis, 1–1 uit). Het avontuur in de Superettan duurde opnieuw slechts één seizoen. 
In 2023 vroeg Dalkurd FF geen licentie aan voor de Ettan, waardoor het vrijwillig werd overgezet naar de Division 2, het vierde niveau.

## Erelijst
- Division 1 Norra: 2015
- Division 2 Norra Svealand: 2009
- Division 3 Södra Norrland: 2008

## Bekende (oud-)spelers
- Rewan Amin
- Koen Kostons